# فاطمة الزهراء الإدريسي
فاطمة الزهراء الإدريسي ( مواليد 19  يوليو 1995 من مدينة والماس).عداءة مسافات طويلة مغربية، متخصصة في سباقات 400 متر و 1500 متر و الماراثون فئة إعاقة بصرية.

## مسيرتها
في فعاليات بطولة العالم (فئة تاء 12) بباريس، حصلت  العداءة المغربية  الإدريسي  بتاريخ  11 يوليوز  2023 على الرتبة الأولى ( ميدالية ذهبية )؛ وهي أول امرأة مغربية  تفوز بميدالية في هذا السباق في تاريخ بطولة العالم. وقد قدرت  المسافة التي قطعتها  في 4 دقائق و22 ثانية و15 جزء من الثانية.
في فعاليات الألعاب البارالمبية 2024 (فئة تاء 12) بباريس، حصلت  العداءة المغربية  الإدريسي  بتاريخ  8 أغسطس  2024 على الرتبة الأولى ( ميدالية ذهبية )؛  في سباق الماراثون، محطمة الرقم القياسي للسباق وقد قدرت المسافة التي قطعتها في ساعتين و48 دقيقة و36 ثانية.